# Variable RS Canum Venaticorum
Les Variables RS Canum Venaticorum són un tipus d'estrelles binàries que tenen una cromosfera activa que comporta variacions en la lluminositat observada. El període de les seves variacions, en general, depèn del període de rotació del sistema binari. Les variacions de la lluminositat poden ser degudes també al fet que qualque sistema és una binària eclipsant. El seu esclat té una fluctuació típica de 0,2 magnituds.